# Neptunia major
Neptunia major är en ärtväxtart som först beskrevs av George Bentham, och fick sitt nu gällande namn av Donald Richard Windler. Neptunia major ingår i släktet Neptunia och familjen ärtväxter. Inga underarter finns listade i Catalogue of Life.